# Jaquet Droz
Jaquet Droz es una empresa relojera suiza creada en 1738 por el artesano Pierre Jaquet-Droz. Dedicada a la fabricación de modelos de alta gama, es propiedad del Grupo Swatch desde el año 2000.

## Historia
En 1738, Pierre Jaquet-Droz estableció su primer taller en La Chaux-de-Fonds. Creó una serie de relojes de péndulo largo (relojes de pie). En 1758, acompañado por su suegro Abraham Louis Sandoz y por Jacques Gevril, un joven trabajador, construyó un carro especial diseñado para transportar hasta Madrid los seis relojes encargados por el rey de España Fernando VI.
De regreso a La Chaux-de-Fonds, se dedicó por completo a la fabricación de sus relojes y autómatas: en 1773, Pierre Jaquet-Droz y Henri-Louis, su hijo, presentaron sus autómatas androides (el Escribano, el Dibujante y la Organista) por toda Europa.
En 1774 se abrió un taller en Londres bajo la dirección de su hijo Henri-Louis. A partir de este taller se extendieron sus relaciones comerciales, que llegaron hasta Asia y Oriente Medio. En 10 años, se exportaron 600 piezas a China, siendo el emperador Qianlong un apasionado de los relojes mecánicos y los autómatas europeos. Jaquet-Droz es la primera marca de relojes importada a la Ciudad Prohibida. En el museo de este palacio imperial se guardan numerosos autómatas y relojes de bolsillo.
En 1784, la familia Jaquet-Droz abrió la primera fábrica de relojes en Ginebra, especializada en la producción y exportación de relojes de lujo, autómatas, música y otras complicaciones, al tiempo que desarrollaba la fabricación de pájaros cantores. Los Jacquet-Droz se convirtieron en la base de la pujante economía relojera de la ciudad.
En 1790-1791, Pierre y Henri-Louis Jaquet-Droz murieron con un año de diferencia. La Revolución Francesa y los conflictos resultantes, así como las guerras napoleónicas, pusieron fin al período creativo y próspero de la casa Jaquet-Droz.
El 1 de mayo de 1909, la Sociedad de Historia y Arqueología del cantón de Neuchâtel donó a la ciudad de Neuchâtel los tres famosos autómatas (el Escribano, el Dibujante y la Organista), construidos por Pierre Jaquet-Droz, su hijo Henri-Louis Jaquet-Droz y sus colaboradores. Estos tres autómatas, mantenidos juntos desde su creación, han seguido funcionando.
La empresa Montres Jaquet Droz fue comprada por el Grupo Swatch en el año 2000, quedando integrada en el segmento de relojes de prestigio y de lujo del grupo. Desde de su adquisición. En el año 2002 se produjo el lanzamiento del reloj Grande Seconde, pieza inspirada en un reloj de bolsillo creado en el siglo XVIII. En 2010 la empresa instaló sus talleres de alta tecnología en la localidad suiza de La Chaux-de-Fonds. En 2017 lanzó el modelo Tropical Bird Repeater, un sofisticado reloj de pulsera con que dispone de una colorista esfera, inspirada en la pinturas de Gauguin.

## Colecciones
- Grande Seconde Collection
- Grande Seconde SW Collection
- Petite Heure Minute Collection
- Astrale Collection
- Lady 8 Collection
- Les Ateliers d'Art Collection